# Гарванът (филм, 1994)
Вижте пояснителната страница за други значения на Гарванът.
Гарванът (на английски: The Crow) е американски игрален филм от 1994 година, адаптация на едноименния комикс на Джеймс О'Бар от 1989 г.
Във филма участват Брандън Лий (като Ерик Дрейвън), Рошел Дейвис, Ърни Хъдсън, Майкъл Уинкът, Тони Тод, Линг Бай. По време на снимките му трагично загива Брандън Лий. Филма има 5 продължения: Гарванът: Град на ангели (The Crow: City of Angels) (1996), The Crow: Stairway to Heaven – сериал (1998), Гарванът на спасението (The Crow: Salvation) (2000), The Crow: Wicked Prayer (2005)

## Сюжет
Шели и Ерик са много влюбени и пред сватба. Вечерта преди Хелуин Шели е изнасилена и пребита от главорезите на бандитския бос Топ Долар, а по-късно умира в болницата. Ерик е застрелян и изхвърлен през прозореца. Година по-късно, придружен от гарван и надарен с нови сили, в свят, изпълнен с тъга и болка, Ерик възкръсва, за да отмъсти за смъртта на любимата си.